# Ya no estoy aquí

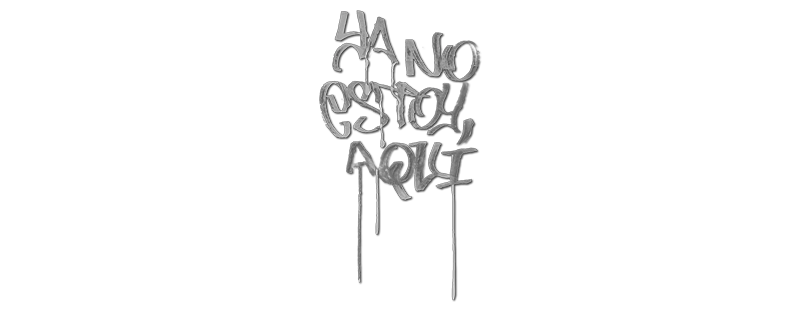
Cartaz do filme

Ya no Estoy Aquí é um filme de drama musical mexicano de 2019 escrito e dirigido por Fernando Frías de la Parra. O filme é estrelado por Juan Daniel Garcia Treviño e Angelina Chen nos papéis principais.
Foi selecionado como o representante mexicano ao Oscar de melhor filme internacional no 93º Oscar.

## Elenco
- Juan Daniel Garcia Treviño como Ulises Sampiero
- Jonathan Espinoza como Jeremy
- Angelina Chen como Lin
- Coral Puente como Chaparra
- Adríana Arbelaez como Gladys
- Leonardo Garxa como Pekesillo
- Yahir Alday como Sudadera

## Recepção
O filme tem 100% de aprovação no Rotten Tomatoes com base em 35 avaliações. O consenso crítico do site diz: "A narrativa ocasionalmente irregular de Ya no Estoy Aquí é mais do que compensada por sua abordagem honesta e visualmente poética de temas de identidade e assimilação".